# Özgür Özata
Özgür Özata (* 17. Februar 1977 in İskenderun, Türkei) ist ein deutscher Journalist und ehemaliger Schauspieler und Autor türkischer Herkunft. Seit Juli 2011 ist er Mitglied der Chefredaktion beim Online-Nachrichten-Portal www.berlinturk.de. Seit Februar 2012 ist er der Herausgeber des gleichnamigen, monatlich kostenlos erscheinenden Nachrichtenmagazins Berlintürk.

## Leben

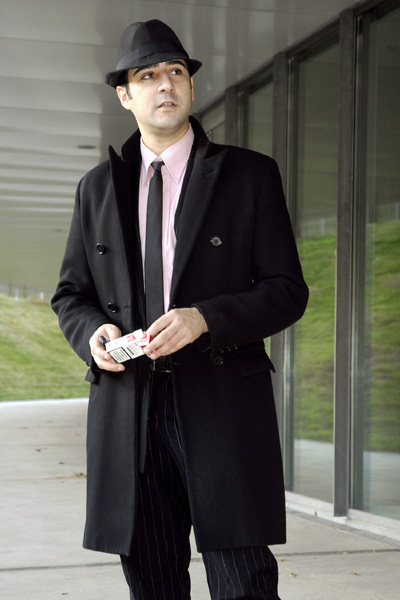
Özgür Özata, 2011

Özgür Özata kam mit seinen Eltern 1980 nach Berlin. Seine Mutter ist Journalistin, sein Vater Autor und vereidigter Dolmetscher für die deutsche und türkische Sprache.
Er begann seine Schauspielkarriere mit 13 Jahren. Seine erste Rolle hatte er in Der Millionenerbe mit Günter Pfitzmann in der Hauptrolle. Seither spielte er in über 40 Filmprojekten mit. Özgür Özata war einer der ersten Darsteller in der Kartei der Agentur International Actors und konnte sich vermehrt bei Castings durchsetzen. Er gehört zu den ersten jungen Deutsch-Türken in der deutschen Filmlandschaft.
Özata war 2001 in der Jugendgruppe „Die Zwiefachen“ an der Schaubühne in Berlin tätig. Er nahm ein Jahr Privatunterricht bei Nina Gaidarova. Mit 27 Jahren besuchte er ein Jahr lang die private Schauspielschule Reduta Berlin.
Er ist seit März 2001 Mitglied der Berliner SPD und seit Juni 2014 politisch aktiv. Seit 2016 ist Özata im Vorstand (Beisitzer) des Ortsvereins Berlin-Halensee. Seit 2001 wohnt Özata im Ortsteil Halensee (Bezirk Charlottenburg-Wilmersdorf).
Sein Erstlingswerk als Autor, Made in Berlin, ist am 28. April 2011 als E-Book erschienen.
Özgür Özata hat seine Karriere als  Schauspieler beendet. Er war Literaturagent für die Chichili Agency und vertrat von 2011 bis 2014 das von ihm begründete Berlin-Büro.
Im Januar 2015 verließ Özata das Magazin Berlintürk als Herausgeber und auch die Position als Chefredakteur der Nachrichten-Internetseite www.berlinturk.com. Im Februar 2015 holte die Inhaberin der Berlintürk-Nachrichten-Agentur Sevim Ercan Özata zurück und installierte ihn erneut als Herausgeber und Chef-Layouter des Magazins. Die Position als Chefredakteur wurde nicht mehr neu verhandelt.

## Filmografie
- 1990: Der Millionenerbe (Fernsehserie)
- 1995: Die Fallers (Fernsehserie, 3 Episoden)
- 1997: Fern (Kurzfilm)
- 1998: Aprilkinder (Spielfilm)
- 1998: Sperling – Sperling und der brennende Arm (Fernsehreihe)
- 1999: Die Bademeister – Weiber, saufen, Leben retten (Fernsehfilm)
- 1999–2000: Für alle Fälle Stefanie (Fernsehserie, 9 Episoden)
- 2000: Küstenwache (Fernsehserie, 1 Episode)
- 2000: Der Ausbruch (Kurzfilm)
- 2000: Der Superbulle und die Halbstarken (Fernsehfilm)
- 2000: Wolffs Revier (Fernsehserie, 1 Episode)
- 2000: Die Verwegene – Kämpfe um deinen Traum (Fernsehfilm)
- 2001: My Sweet Home (Spielfilm)
- 2001: Der Fahnder (Fernsehserie, 2 Episoden)
- 2001: Die Kumpel (Fernsehserie, 1 Episode)
- 2001: Offroad.TV (Fernsehserie, 2 Episoden)
- 2002: Balko (Fernsehserie, 1 Episode)
- 2002: Poppitz (Spielfilm)
- 2002: Zoe’s Arkadas (Spielfilm)
- 2002: Abschnitt 40 (Fernsehserie, 1 Episode)
- 2003: Nicht ohne meinen Anwalt (Fernsehserie, 1 Episode)
- 2004: Die schnelle Gerdi (Fernsehserie, 1 Episode)
- 2004: Alim Market (Kurzfilm)
- 2004: True Colors (Kurzfilm)
- 2005: SOKO Leipzig (Fernsehserie, 1 Episode)
- 2005: In aller Freundschaft (Fernsehserie, 1 Episode)
- 2005: König von Kreuzberg (Fernsehserie, 1 Episode)
- 2005: Siska (Fernsehserie, 1 Episode)
- 2005: Ein Fall für zwei (Fernsehserie, 1 Episode)
- 2005–2006: Marienhof (Fernsehserie, 3 Episoden)
- 2006: Die Kommissarin (Fernsehserie, 1 Episode)
- 2006: Alle lieben Jimmy (Fernsehserie, 1 Episode)
- 2006: Blackout – Die Erinnerung ist tödlich (Fernseh-Miniserie, 1 Episode)
- 2007: Alles Atze (Fernsehserie, 1 Episode)
- 2007: Hausmeister Krause (Fernsehserie, 1 Episode)
- 2007: Gegenüber (Spielfilm)
- 2007: Der Mond und andere Liebhaber (Spielfilm)
- 2011: Gute Zeiten, schlechte Zeiten (Fernsehserie, 1 Episode)

## Hörspiele
- Schnee von Orhan Pamuk / Produktion: Norddeutscher Rundfunk/ Deutschlandradio 2006 / Hörspielbearbeitung und Regie: Norbert Schaeffer
- Der Weg nach Timimoun (Roman und Film) / Produktion: SWR / WDR / Deutschlandradio 2007 / Eine dokudramatische Algerienreise in die Realität eines Romans von Jean-Claude Kuner nach Michael Roes

## Buchveröffentlichung
Made in Berlin. E-Book, Satzweiss.com – Chichili Agency, Saarbrücken 2011, ISBN 3-8450-0039-2.